# Раднер, Мария
Мария Раднер (нем. Maria Radner; 7 мая 1981 — 24 марта 2015) — немецкая оперная певица. Одна из лучших исполнительниц произведений Вагнера.

## Биография
В 2000 году окончила гимназию Св. Урсулы, а затем школу Роберта Шумана в Дюссельдорфе. В 2006 году она заняла третье место  на Байрёйтском фестивале и получила стипендию в € 3000 от ассоциации Рихарда Вагнера.
В январе 2012 года дебютировала в «Гибели богов» Вагнера на сцене Метрополитен-опера в Нью-Йорке.
В апреле 2014 года Раднер исполнила роль Анны в опере Берлиоза «Троянцы», а в мае — Эрды в опере «Золото Рейна» в Большом театре Женевы. Эту роль она исполняла с 2010 года вплоть до своей смерти.
Погибла 24 марта 2015 года в катастрофе самолёта Airbus A320-211 с мужем Сашей Шенком и сыном Феликсом. Этим рейсом Мария Раднер и её коллега, оперный певец Олег Брыжак, возвращались домой из Барселоны после выступления в опере Рихарда Вагнера «Зигфрид» в театре «Лисео».

## Дискография
- Rundfunk-Sinfonieorchester Berlin Choir / Wagner — Richard Wagner: Das Rheingold. May 28, 2013. PentaTone Classics[9]
- Gürzenich-Orchester Köln / Markus Stenz, conductor: Gustav Mahler: Symphony No. 8. Oehms Classics; recording of a September 2011 live performance in the Philharmonie Köln.